# داروهای ضد تهوع

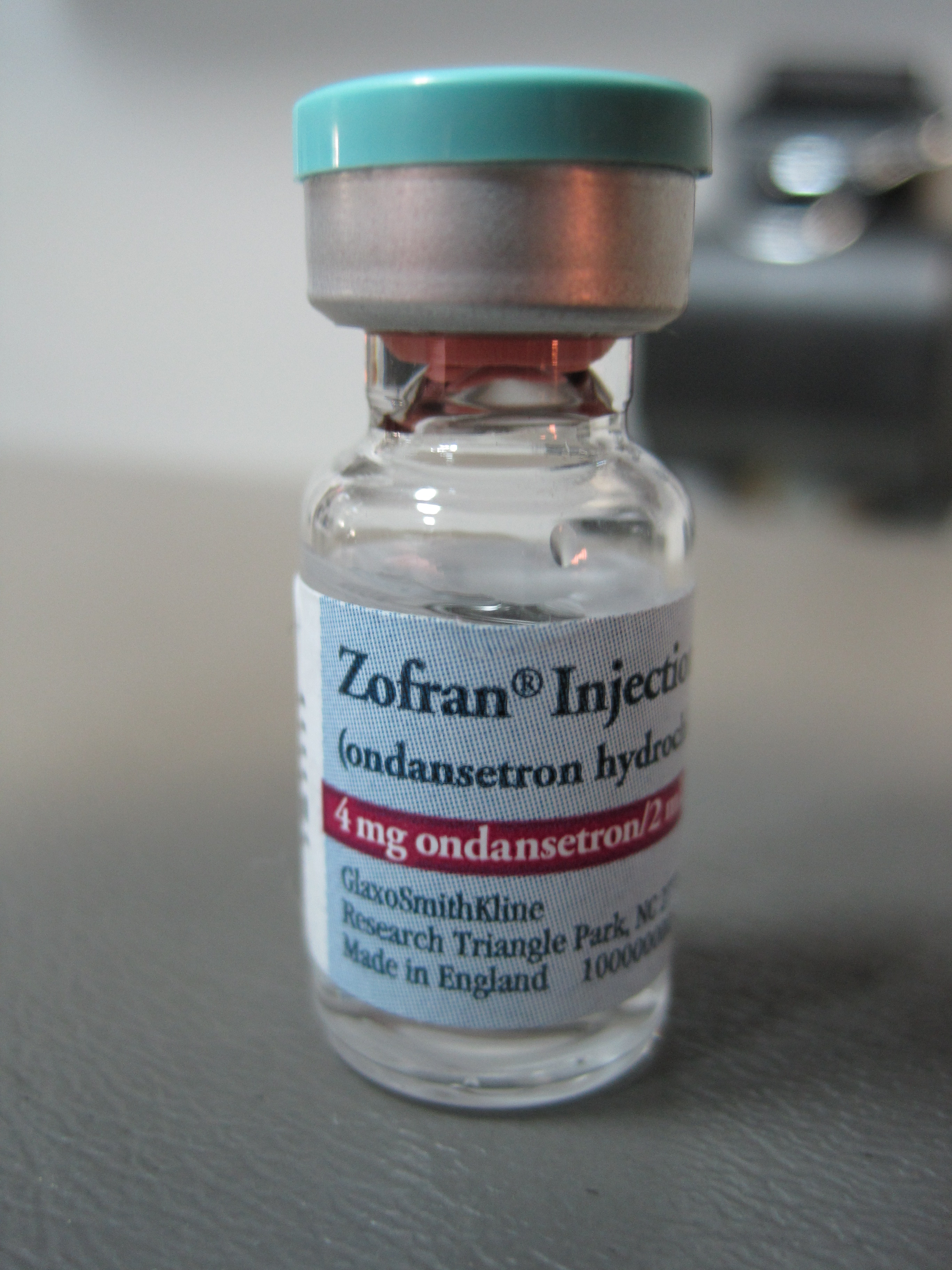
اندانسترون، از دارو‌های ضد‌تهوع.

داروهای ضدتهوع که برای درمان علامتی حالت تهوع و استفراغ به کار می‌روند به دو دسته کلی داروهای مرکزی (مؤثر بر مغز و سیستم عصبی) و محیطی (مؤثر بر سیستم گوارش) تقسیم می‌شوند. مهمترین این داروها متوکلوپرامید، دیمن هیدرینات، اندانسترون، فنوتیازینها و … می‌باشند. برای درمان تهوع در زنان باردار از ویتامین B6 استفاده می‌شود. ترکیبات عمده داروهای ضد تهوع از گیاه شاهدانه استخراج می‌گردد.
این داروها ممکن است باعث یبوست، خشکی دهان و خستگی شوند.

## انواع
- آنتاگونیست‌های گیرنده ۳ سروتونین (5-HT3) مانند اندانسترون.
- آنتاگونیست‌های دوپامین:
  - متوکلوپرامید
  - هالوپریدول
  - دومپریدون
  - الانزاپین
  - دروپردیول
- آنتی هیستامینها: (فقط نسل اول)
  - دیفن‌هیدرامین
  - دیمن هیدرینات
  - هیدروکسی‌زین
- بنزودیازپینها:
  - میدازولام
  - لورازپام
- آنتی کولینرژیکها:
  - هیوسین
  - آتروپین
  - دیفن‌هیدرامین
- کورتیکواستروئیدها مانند دگزامتازون.
- پروپوفول
- ترکیبات شاه‌دانه
- ترکیبات (زنجبیل)
- ماری‌جوآنای طبی
- نعنای فلفلی
- مشتقات تریاک
- موسکیمول
- زنیان رومی